# Alistair Vane-Tempest-Stewart
Pour les articles homonymes, voir Vane-Tempest-Stewart, Vane-Tempest, Vane (homonymie), Tempest et Stewart.
Alexander Charles Robert "Alastair" Vane-Tempest-Stewart, 9e marquis de Londonderry (7 septembre 1937 - 20 juin 2012) est un noble britannique.

## Biographie
Fils de Robin Vane-Tempest-Stewart (8e marquis de Londonderry) (1902–1955) et de son épouse, Romaine Combe (décédée en 1951), Alexander Charles Robert Vane-Tempest-Stewart est connu familièrement sous le nom d'"Alastair". À la mort du 8e marquis en 1955, Alastair devient le 9e marquis à 18 ans. Il rénove le domaine familial, Wynyard Park (en), comté de Durham, que Nikolaus Pevsner décrit comme "le manoir du XIXe siècle le plus splendide du comté". En juillet 1986, Lord Londonderry accueille un festival Liszt mémorable à Wynyard Park, qui comprend trois récitals d'Earl Wild - probablement le dernier grand pianiste vivant ayant des liens directs avec la tradition romantique (Liszt en particulier) - et des conférences données par les plus grands universitaires et éducateurs du monde du répertoire et de l'interprétation pour piano, comme le professeur Bryce Morrison. Wynyard est vendu par Lord Londonderry en 1987 et appartient maintenant au promoteur immobilier Sir John Hall.
Lord Londonderry est un pianiste accompli et un linguiste autodidacte. Il est une autorité sur Franz Liszt, le compositeur hongrois et peut lire le français, l'allemand et l'italien. Quand il est étudiant, il dirige un groupe de jazz appelé "Eton Five". Sa première femme, qu'il épouse en 1958, Nicolette Elaine Katherine, est la fille de Michael Harrison, un agent de change, et de sa femme d'origine lettone, la baronne Maria Koskull. Nicolette, Lady Londonderry, donne naissance à deux filles: Sophia (née le 23 février 1959) et Cosima (née le 25 décembre 1961, qui épouse John Robert Somerset, troisième fils de David Somerset (11e duc de Beaufort)).
Elle donne aussi naissance à un fils, Tristan, qui était autrefois mais n'est plus appelé vicomte Castlereagh, car Lord Londonderry a prouvé plus tard que Tristan n'est pas son enfant biologique, mais celui du chanteur Georgie Fame. Les Londonderry divorcent en 1971. Cosima prétendra plus tard que son père biologique est en fait Robin Douglas-Home, neveu de Alec Douglas-Home, l'ancien Premier ministre. Nicolette épouse Georgie Fame en 1972; ils ont plus tard un autre fils, James. Elle s'est suicidée le 13 août 1993 en sautant du pont suspendu de Clifton. Alistair a également un enfant, Paul Walker "Vicomte Seaham of Seaham".
Il se remarie avec Doreen Patricia Wells, ancienne danseuse principale du Royal Ballet, qu'il épouse en 1972; ils divorcent en 1989. Ils ont deux fils, Frederick Aubrey Vane-Tempest-Stewart (né le 6 septembre 1972) et Reginald Alexander Vane-Tempest-Stewart (né en 1977), marié à Chloë Belinda Guinness (née le 29 avril 1976); le couple a un fils et deux filles.
Le 9e marquis de Londonderry est décédé le 20 juin 2012, à l'âge de 74 ans. Son fils aîné, Frederick Vane-Tempest-Stewart, vicomte Castlereagh, devient le 10e marquis.